# Resolutie 554 Veiligheidsraad Verenigde Naties
Resolutie 554 van de Veiligheidsraad van de Verenigde Naties werd op 17 augustus 1984 aangenomen. De stemming verliep met dertien voor tegen twee  onthoudingen, van het Verenigd Koninkrijk en de Verenigde Staten.

## Achtergrond
Na de Tweede Wereldoorlog werd in Zuid-Afrika het apartheidssysteem ingevoerd, waarbij blank en zwart volledig van elkaar gescheiden moesten leven maar die eersten wel bevoordeeld werden. Het ANC,  waarvan ook Nelson Mandela lid was, was fel tegen dit systeem. Ook in de rest van de wereld werd het afgekeurd, wat onder meer tot sancties tegen Zuid-Afrika leidde. Tegenstanders van de apartheid werden op basis van de apartheidswetten streng gestraft.

## Inhoud
De Veiligheidsraad:
- Herinnert aan zijn resolutie 473 en 38/11 van de Algemene Vergadering die Zuid-Afrika opriepen de apartheid af te schaffen, de onderdrukking van de zwarte meerderheid te stoppen en een vreedzame oplossing te zoeken.
- Overtuigd dat de zogenaamde "nieuwe grondwet" die door het volledig blanke bestuur werd aangenomen de inheemse bevolking verder denationaliseert en haar grondrechten ontneemt, de apartheid verder doet verankeren en Zuid-Afrika tot een land voor "enkel blanken" omvormt.
- Bewust dat de opname van de zogenaamde "gekleurde" mensen en mensen van Aziatische origine bedoeld is om de onderdrukte bevolking te verdelen en een intern conflict uit te lokken.
- Is erg bezorgd dat een van de doelen van de grondwet het dienstplichtig maken van de "gekleurde" en Aziatische bevolking is voor verdere interne repressie, en agressie tegen onafhankelijke Afrikaanse landen.
- Verwelkomt het massale verzet van de onderdrukte bevolking van Zuid-Afrika tegen deze "grondwettelijke" manoeuvres.
- Herbevestigt de wettigheid van de strijd van de onderdrukte bevolking voor de afschaffing van de apartheid en gelijkheid.
- Is overtuigd dat de zogenaamde verkiezingen voor gekleurden en de invoering van deze nieuwe grondwet de spanningen zullen doen oplopen in Zuid-Afrika en zuidelijk Afrika.

1. Verklaart de nieuwe grondwet tegen het Handvest van de Verenigde Naties en de resultaten van de volksraadpleging op 2 november 1983 ongeldig.
2. Verwerpt de nieuwe grondwet en de verkiezingen voor kleurlingen en verklaart deze nietig.
3. Verwerpt verder de zogenaamde "onderhandelde overeenkomst" gebaseerd op de thuislandenstructuur of de nieuwe grondwet.
4. Verklaart dat enkel de afschaffing van de apartheid en een niet-raciale democratie op basis van het meerderheidsregime een oplossing kan zijn voor de explosieve situatie in Zuid-Afrika.
5. Dringt er bij alle landen en organisaties op aan de uitslag van de verkiezingen niet te erkennen en de onderdrukte bevolking in Zuid-Afrika bij te staan in hun strijd.
6. Vraagt de secretaris-generaal te rapporteren over de uitvoering van deze resolutie.
7. Besluit op de hoogte te blijven.

## Verwante resoluties
- Resolutie 546 Veiligheidsraad Verenigde Naties
- Resolutie 547 Veiligheidsraad Verenigde Naties
- Resolutie 556 Veiligheidsraad Verenigde Naties
- Resolutie 558 Veiligheidsraad Verenigde Naties

Lijst ·  546 ·  547 ·  548 ·  549 ·  550 ·  551 ·  552 ·  553 ·  554 ·  555 ·  556 ·  557 ·  558 ·  559